# Srirande
Srirande is een bestuurslaag in het regentschap Lamongan van de provincie Oost-Java, Indonesië. Srirande telt 2553 inwoners (volkstelling 2010).